# Le Mourtis
La station de ski du Mourtis est une station de sports d'hiver des Pyrénées située sur la commune de Boutx dans le département de la Haute-Garonne dans la région Occitanie en Comminges.

## Géographie
Accès par le Col de Menté (RD 44 puis RD 44j).

## La station
Située entre une altitude de 1 350 m en bas des pistes et 1 860 m au point le plus haut.
Elle compte :
- 22 km de pistes de ski alpin (8 pistes vertes, 5 pistes bleues, 6 pistes rouges et 3 pistes noires)
- un débit horaire 16 400 skieurs/heure
- 4,5 km de pistes de ski de fond en forêt.
- Une garderie y accueille les enfants à partir de 18 mois.

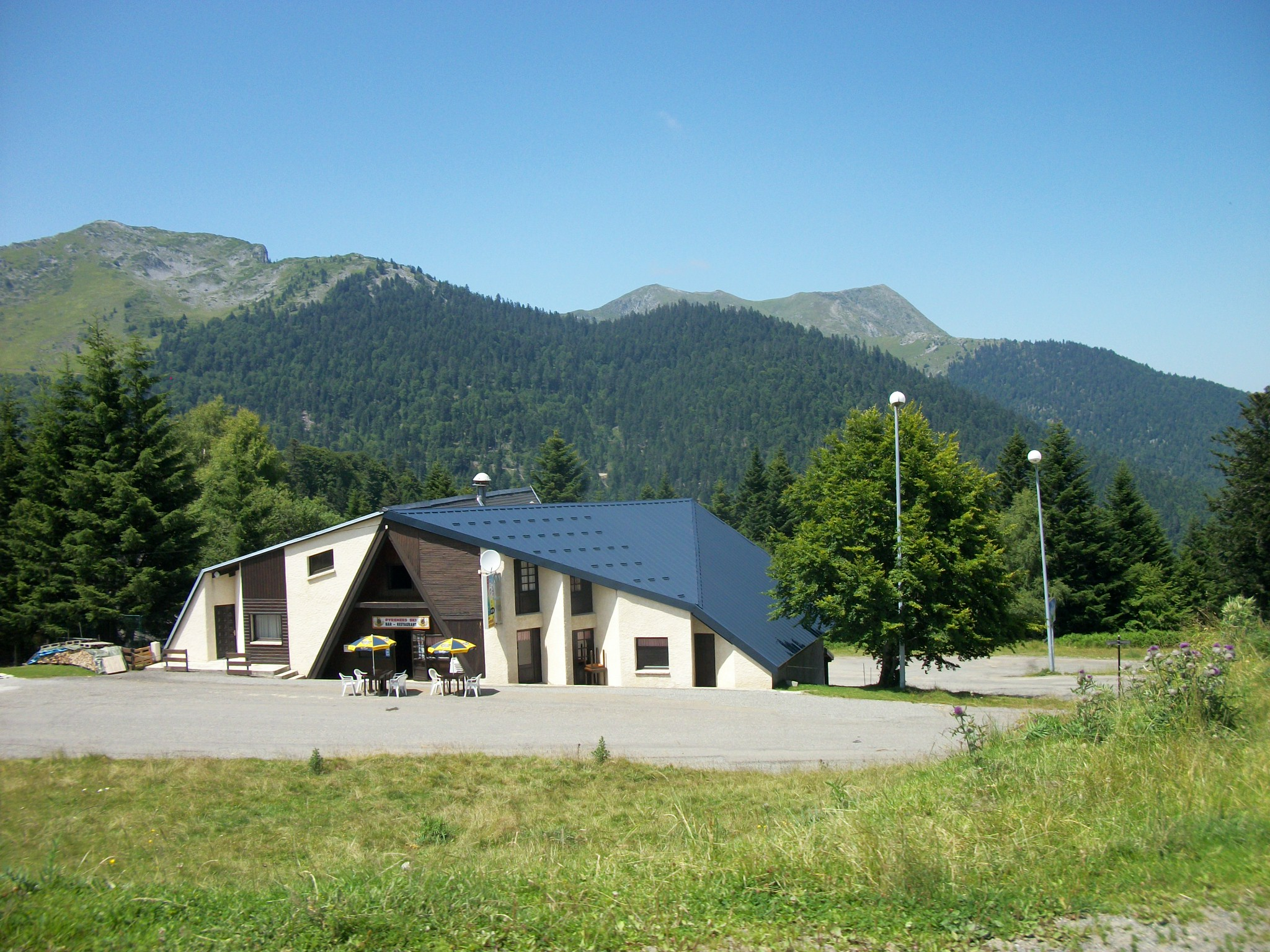
Restaurant de la station de ski du Mourtis en été.
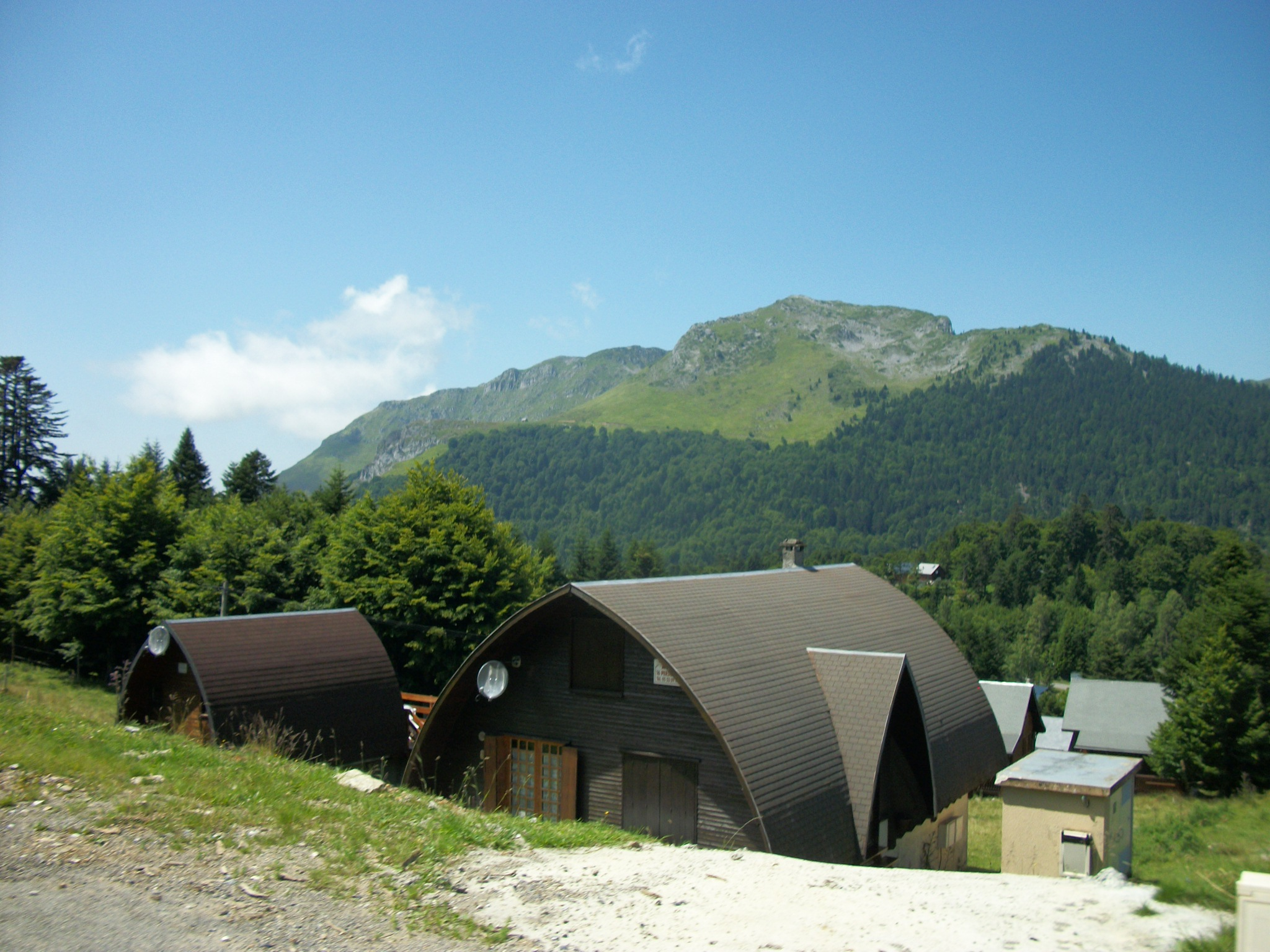
Châlets de la station de ski du Mourtis en été.
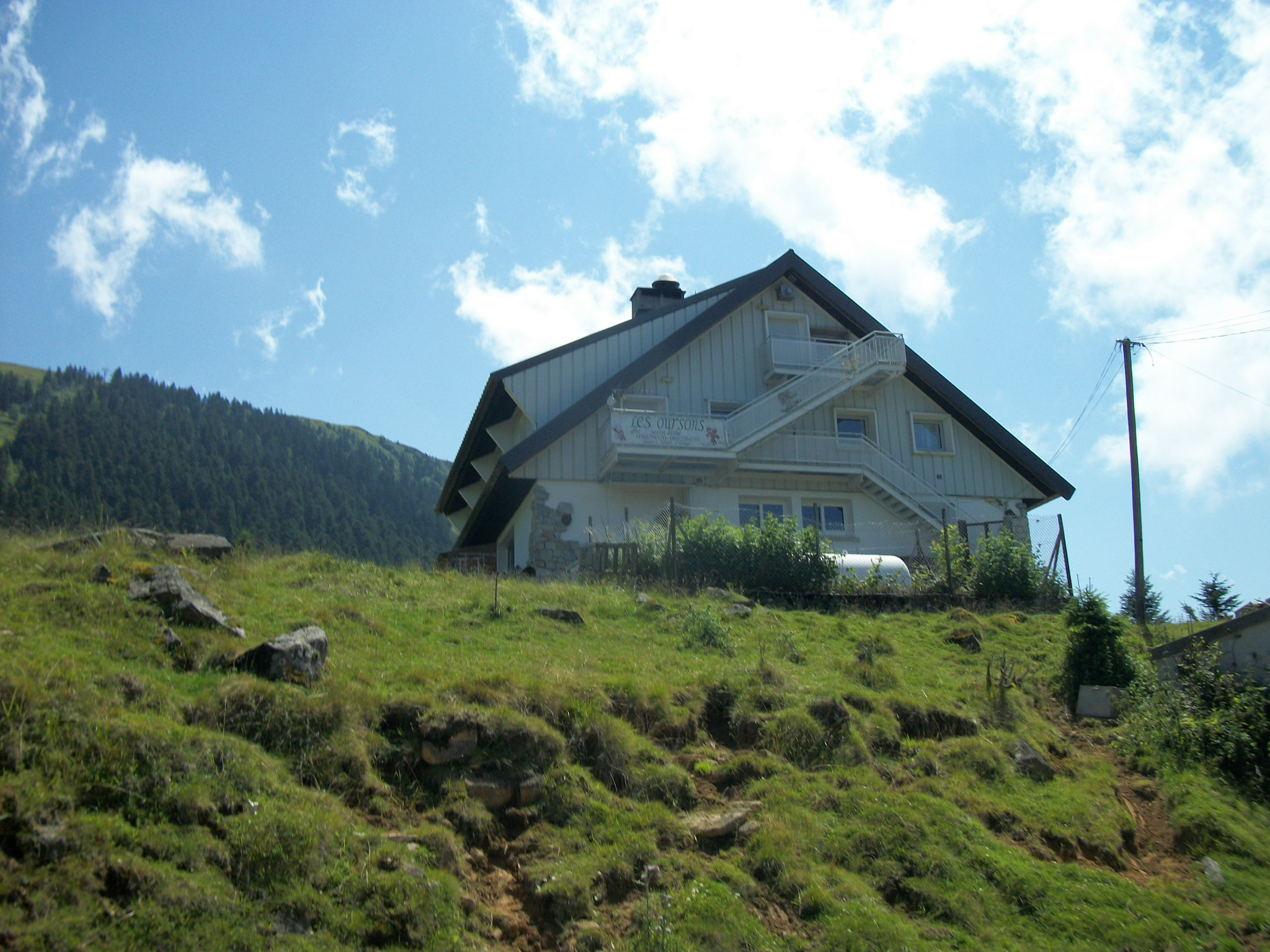
Gîte et salon thé de la station de ski du Mourtis en été.
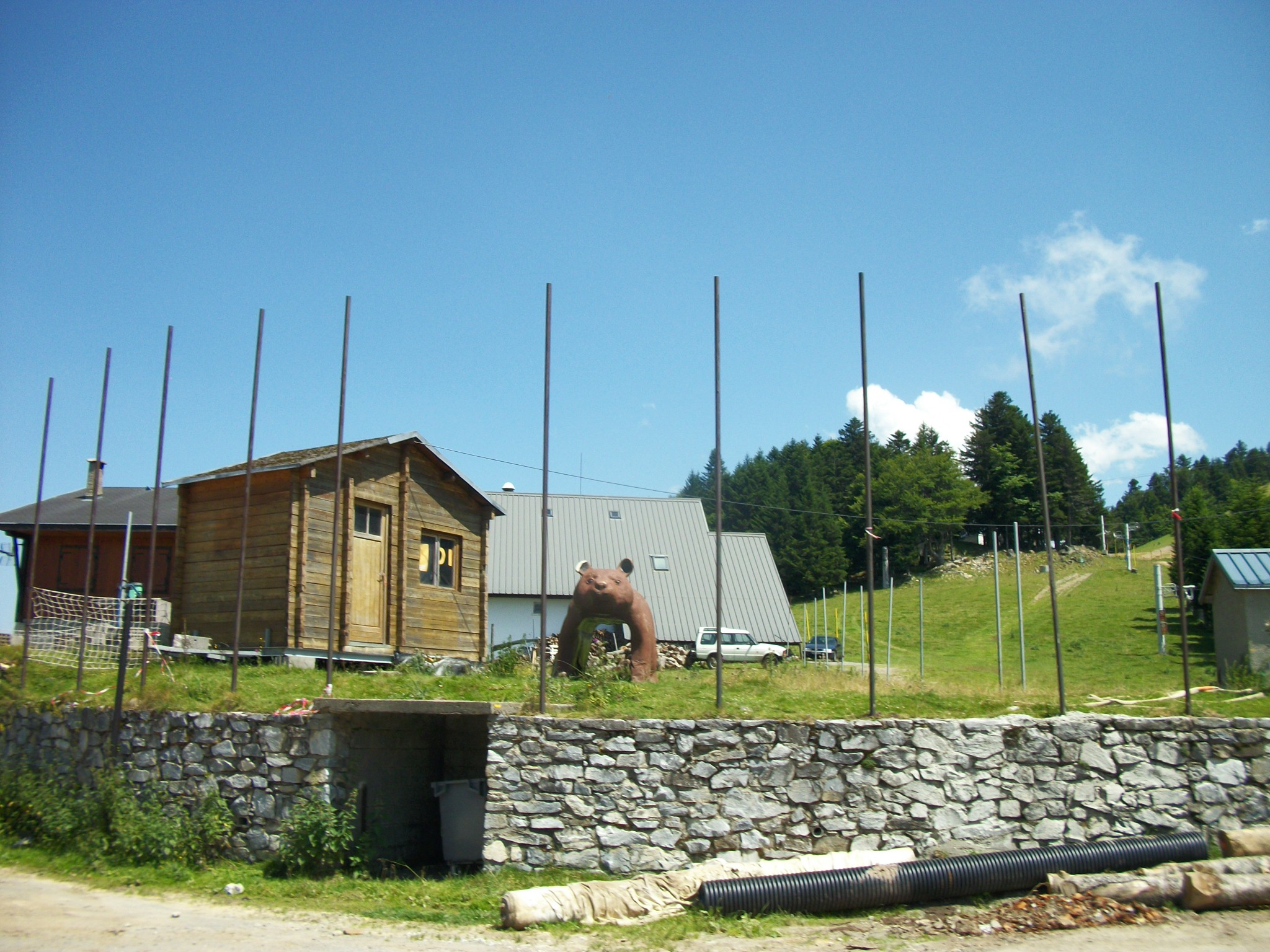
Accueil station de ski du Mourtis en été.
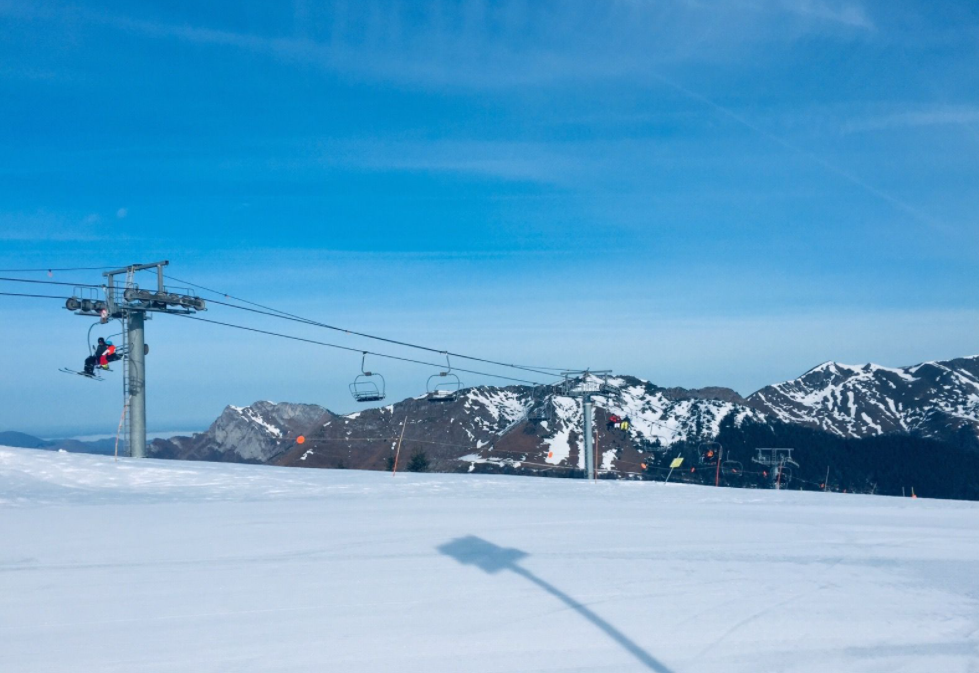
Le télésiège du Tuc de Pan en février 2022
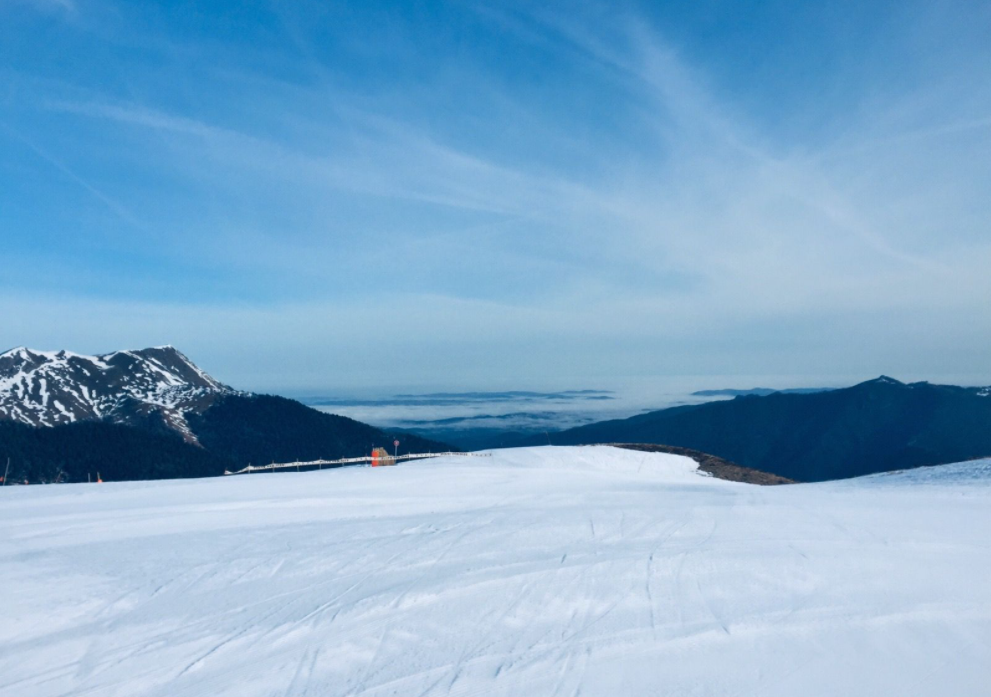
Photo depuis une piste rouge de la station en février 2022

## Histoire
- 1965 : Premiers aménagements de la station[1], inauguration de son premier télésiège, le TSF2 Montaz Mautino du Tuc de l'Etang.
- 1967 : La station compte trois remonte-pentes[2].
- Août 2005 : La communauté de communes du canton de Saint-Béat envisage de reprendre l'exploitation de la station gérée jusqu'à ce jour par la commune de Boutx.

- Décembre 2006 : Ceci est fait, la station est dorénavant sous la gestion de la communauté de communes, qui amènent des fonds supplémentaires et nécessaires. Ces derniers fonds ont permis l'achat notamment de canons à neige.

- Janvier 2017 : La communauté des communes du Canton de Saint-Béat fusionne au sein de la Communauté de communes des Pyrénées Haut-Garonnaises, qui assure également la gestion des stations de Luchon-Superbagnères et de Bourg-d'Oueil.

### Sources
1. ↑  André Sangay, « Nouvelles stations de ski en projet dans le Luchonnais (Pyrénées garonnaises) », Revue géographique des Pyrénées et du Sud-Ouest. Sud-Ouest Européen, vol. 37, no 1,‎ 1966, p. 120–123 (DOI 10.3406/rgpso.1966.4821, lire en ligne, consulté le 17 mars 2024)
2. ↑  Georges Cazes, « Nouveaux aspects du tourisme d'hiver dans les Pyrénées », Revue géographique des Pyrénées et du Sud-Ouest. Sud-Ouest Européen, vol. 38, no 1,‎ 1967, p. 69–78 (DOI 10.3406/rgpso.1967.2216, lire en ligne, consulté le 17 mars 2024)